# Solförmörkelsen 12 augusti 2026

Animation av solförmörkelsen.

Solförmörkelsen 12 augusti 2026 är nästa totala solförmörkelse som inträffar i Europa. Totaliteten kommer bland annat att passera västra Island samt delar av norra Portugal och Spanien, bland annat Valencia, Zaragoza, Palma de Mallorca och Bilbao. Solförmörkelsen kommer dessutom att vara partiell i stora delar av Europa, Nordamerika och västra Afrika.